# 大阪エアポートワイナリー
大阪エアポートワイナリー（おおさかエアポートワイナリー、英: OSAKA AIRPORT WINERY）は、大阪府豊中市蛍池西町三丁目の大阪国際空港(伊丹空港)内にあるワインメーカー。

## 概要
2006年（平成18年）9月21日、ワイナリーコンサル経営の「株式会社スイミージャパン」の中本徹が、東京都江東区深川に都市型ワイナリーを創業したのが始まり。ワインの醸造と販売を業務とした、「ワインの飲み手とワインのプロフェッショナルとをマッチングさせる仕事」そうした会社を目指している。スイミージャパンは、2016年（平成28年）6月、江東区門前仲町にレストラン併設のワイナリー1号店「深川ワイナリー東京」をオープンした。
2018年（平成30年）4月、大阪府豊中市にある伊丹空港内にレストラン併設のワイナリー、スイミージャパンによる2号店「大阪エアポートワイナリー」をオープンした。世界でただひとつの空港内ワイン醸造所であり、施設面積21.7平方メートルの「日本一小さい醸造所」である。ぶどうは山梨県、山形県、北海道など、日本全国の契約農家から入れ、醸造タンクは5基と小規模で、醸造責任者は醸造歴20年以上の照屋賀弘が、年間12,000本のワインを造っている。

## 沿革
- 2006年（平成18年）9月21日 - ワイナリーコンサル経営の「株式会社スイミージャパン」創業[5]
- 2016年（平成28年）6月 - 「深川ワイナリー東京」オープン[5]
- 2018年（平成30年）
  - 4月18日 - 「大阪エアポートワイナリー」オープン[5]
  - 5月 - 「深川ワインガーデン」オープン[5]
  - 12月 - 東京海洋大学と共同で「海中熟成検証プロジェクト」研究開始[5]
- 2020年（令和2年）8月 - 「渋谷ワイナリー東京」オープン[5]
- 2023年（令和5年）4月26日 - オンラインストアをリニューアルオープン[5]

## 店舗情報
- 「大阪エアポートワイナリー」（OSAKA AIRPORT WINERY）
  - 所在地 - 大阪府豊中市蛍池西町三丁目555番 大阪国際空港(伊丹空港)内中央 3階[2]
  - 事業内容 - ワイン醸造所併設レストラン[1]
  - 醸造設備 - 低温発酵タンク（600リットル）5基[6]
  - 醸造責任者 - 照屋賀弘[2]
  - 年間生産量 - 12,000本[6]
  - オープン - 2018年（平成30年）4月18日[5]
  - 営業時間 - 午前11時間〜午後9時[2]
  - 定休日 -  無し[2]

姉妹ワイナリー
- 「深川ワイナリー東京」（FUKAGAWA WINERY TOKYO）[5]
  - 所在地 - 東京都江東区古石場一丁目4番10号 高畠ビル 1階[5]
- 「深川ワイナリー東京 テイスティングラボ」（FUKAGAWA WINERY TOKYO TASTING LAB）[5]
  - 所在地 - 東京都江東区古石場一丁目4番10号 高畠ビル 1階[5]
- 「渋谷ワイナリー東京」（SHIBUYA WINERY TOKYO）[5]
  - 所在地 - 東京都渋谷区神宮前六丁目20番10号 MIYASHITA PARK North 3階[5]

## 交通アクセス
- 大阪モノレール - 大阪空港駅